# Numanggang
Numanggang (även känt som Boana, Kai, Ngain och Sugu) är ett språk som talas i Papua Nya Guinea. Numanggang tillhör trans-nya guinea-språkfamiljen.
Språket skrivs med latinska alfabetet. Nya testamentet översattes till numanggang år 2005.

## Fonologi

### Konsonanter
|             | Labial | Labiodental | Alveolar | Palatal | Velar  | Glottal |
| ----------- | ------ | ----------- | -------- | ------- | ------ | ------- |
| Nasal       | m      |             | n        |         | ŋ      |         |
| Klusil      | p \| b |             | t \| d   |         | k \| g |         |
| Frikativ    |        | f           | s        |         |        | h       |
| Lateral     |        |             | l        |         |        |         |
| Approximant |        |             |          | j       |        |         |

Källa:

### Vokaler
|           | Främre | Central | Bakre |
| --------- | ------ | ------- | ----- |
| Sluten    | i      |         | u     |
| Halvöppen | ɛ      |         | ɔ     |
| Öppen     |        | ɑ       |       |

Källa: